# JD Davison
Jerdarrian Devontae «JD» Davison (Montgomery, Alabama, 3 de octubre de 2002) es un jugador de baloncesto estadounidense que pertenece a la plantilla de los Houston Rockets de la NBA, con un contrato dual que le permite jugar además en su filial de la G League, los Rio Grande Valley Vipers.. Con 1,85 metros de estatura, juega en la posición de base.

## Trayectoria deportiva

### Instituto
Davison asistió a la escuela secundaria Calhoun en Letohatchee, Alabama. Como júnior promedió 30,4 puntos, 12 rebotes y cinco asistencias por partido, lo que le valió ser elegido Alabama Mr. Basketball y Jugador del Año de Alabama para Gatorade. En su último año, Davison promedió 32,4 puntos, 10,9 rebotes y 4,7 asistencias por partido, siendo seleccionado como Alabama Mr. Basketball por segunda temporada consecutiva. Fue incluido en las plantillas del McDonald's All-American Game y el Jordan Brand Classic.

### Universidad
Jugó una temporada con los Crimson Tide de la Universidad de Alabama, en la que promedió 8,5 puntos, 4,8 rebotes, 4,3 asistencias y 1,0 robos de balón por partido. Fue incluido al finalizar la misma en el mejor quinteto freshman de la Southeastern Conference. El 13 de abril de 2022 se declaró elegible para el draft de la NBA, renunciando a su elegibilidad universitaria restante.

#### Estadísticas
| Año     | Equipo  | PJ | PT | MPP  | %TC  | %3P  | %TL  | RPP | APP | ROB | TPP | PPP |
| ------- | ------- | -- | -- | ---- | ---- | ---- | ---- | --- | --- | --- | --- | --- |
| 2021–22 | Alabama | 33 | 5  | 25.8 | .463 | .301 | .728 | 4.8 | 4.3 | 1.0 | .4  | 8.5 |

### Profesional
Fue elegido en la quincuagésimo tercera posición del Draft de la NBA de 2022 por los Boston Celtics. El 8 de julio de 2022 firmó con los Celtics un contrato dual. Según los términos del acuerdo, dividiría el tiempo entre los Celtics y su filial de la NBA G League, los Maine Celtics.
El 9 de julio de 2023 renueva su contrato dual con los Celtics. El 17 de junio de 2024 se convierte en campeón de la NBA tras la victoria de Boston en las Finales a Dallas Mavericks (4-1). El 8 de julio de 2024 renueva de nuevo su contrato dual.
El 2 de abril de 2025 fue nombrado MVP de la G League de la temporada 2024-25, tras promediar en 30 encuentros, 25,1 puntos, 5,2 rebotes y 7,5 asistencias. Días después, el 12 de abril, los Celtics cambiaron su contrato dual a estándar.
Tras tres temporadas en Boston, en julio de 2025, firma un contrato dual con Houston Rockets.

## Estadísticas de su carrera en la NBA
|  | Denota temporadas en las que fue Campeón de la NBA |

### Temporada regular
| Año     | Equipo | PJ | PT | MPP | %TC  | %3P  | %TL  | RPP | APP | ROB | TPP | PPP |
| ------- | ------ | -- | -- | --- | ---- | ---- | ---- | --- | --- | --- | --- | --- |
| 2022-23 | Boston | 12 | 0  | 5.5 | .421 | .286 | .500 | .8  | .9  | .2  | .2  | 1.6 |
| 2023-24 | Boston | 8  | 0  | 4.9 | .417 | .429 | .750 | 1.3 | 1.3 | .1  | .1  | 2.0 |
| 2024-25 | Boston | 16 | 0  | 5.8 | .353 | .222 | .714 | .8  | .8  | .3  | .1  | 2.1 |
| Total   | Total  | 36 | 0  | 5.5 | .385 | .281 | .692 | .9  | .9  | .2  | .1  | 1.9 |